# Withcall
Withcall – wieś w Anglii, w hrabstwie Lincolnshire. Leży 33 km na wschód od Lincoln i 203 km na północ od Londynu.